# Roding
Roding ist eine Stadt im ostbayerischen Landkreis Cham in der Oberpfalz.
Die am Fluss Regen gelegene Stadt ist die zweitgrößte Kommune und das Zentrum des westlichen Landkreises.

## Geographie

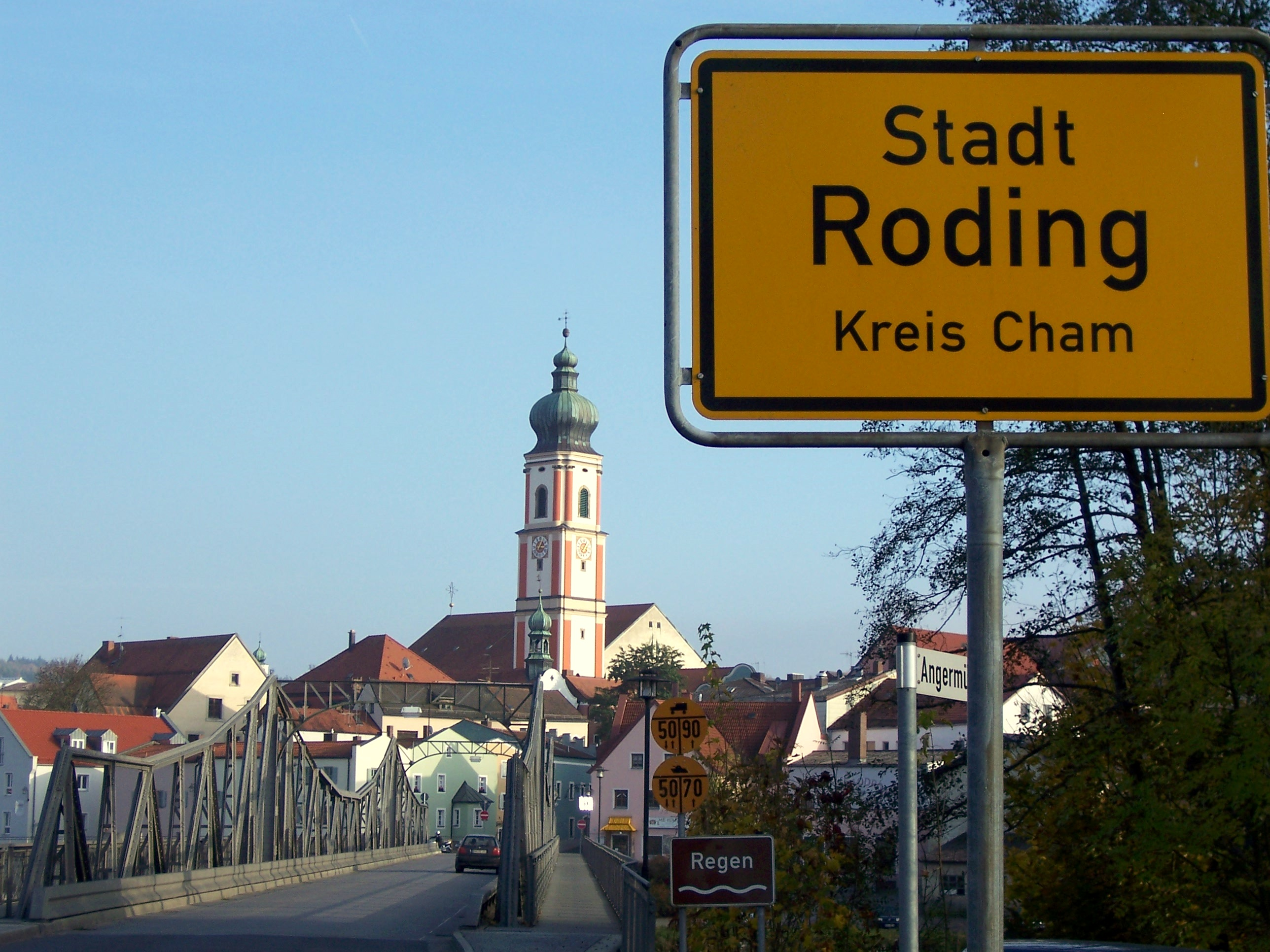
Roding – Stadtansicht von der Regenbrücke aus

Logo der Stadt Roding – Begrüßungstafel am Ortseingang

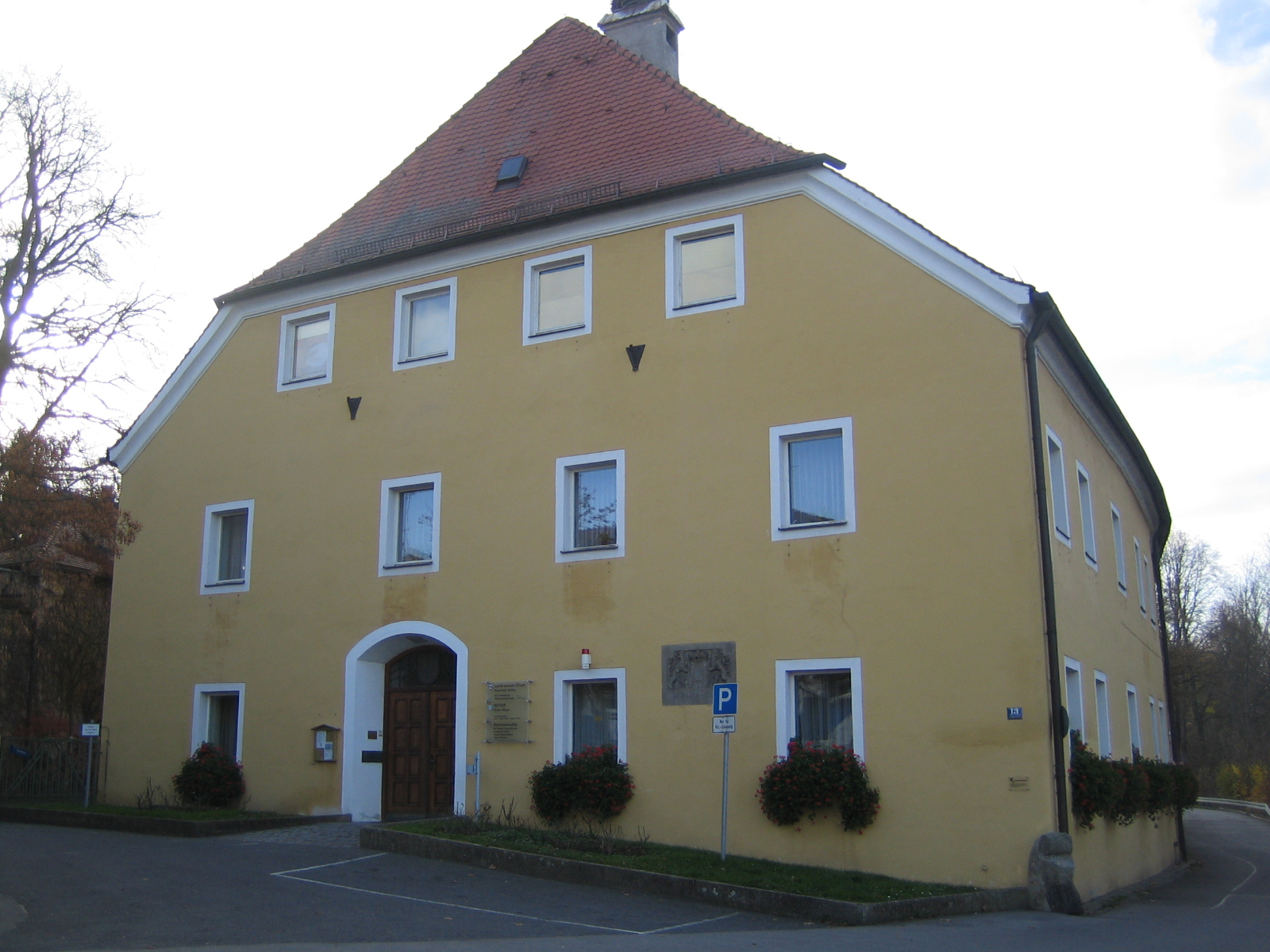
Gebäude des Landgerichts Roding (Altes Landratsamt)

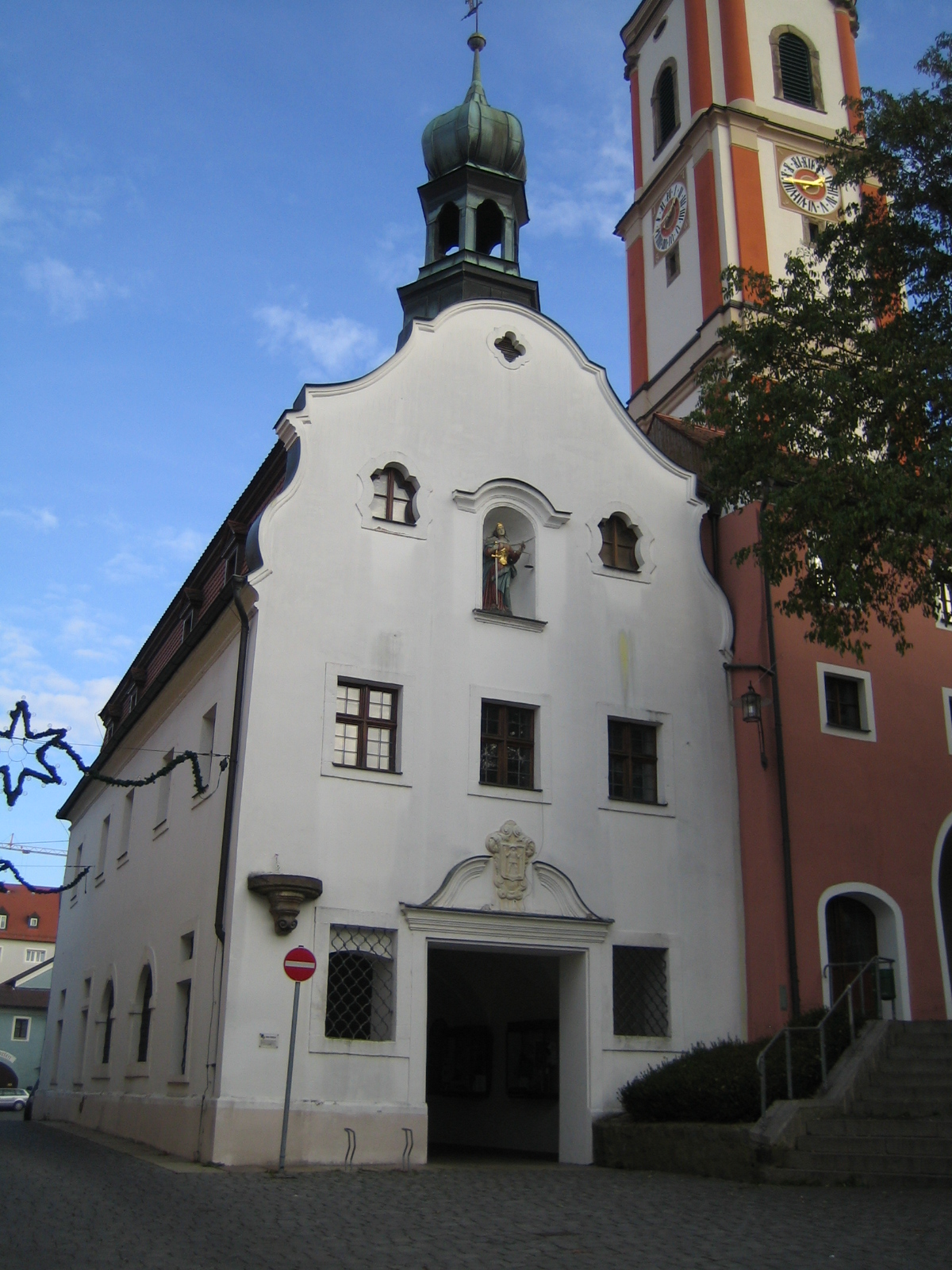
Altes Rathaus Roding, erbaut um 1364

Das Stadtgebiet umfasst eine Fläche von 11.368 Hektar und liegt damit flächenmäßig im Landkreis Cham an erster Stelle. Roding liegt im Osten der Bodenwöhrer Bucht.

### Nachbargemeinden
Die Stadt grenzt im Norden an den Markt Stamsried sowie an die Gemeinde Pösing, die beide eine Verwaltungsgemeinschaft im Landkreis Cham bilden. Im Osten liegt die Kreisstadt Cham, im Südosten die Gemeinde Schorndorf und im Süden die Gemeinde Michelsneukirchen sowie den Markt Falkenstein, die beide ebenfalls eine Verwaltungsgemeinschaft bilden (alle Landkreis Cham). Im Südwesten befindet sich die zur Verwaltungsgemeinschaft Wald zählende Gemeinde Zell, im Westen die Gemeinde Walderbach, die den Sitz der gleichnamigen Verwaltungsgemeinschaft bildet (alle Landkreis Cham), und im Nordwesten der zum Landkreis Schwandorf gehörende Markt Bruck in der Oberpfalz.

### Gemeindegliederung
Es gibt 90 Gemeindeteile (in Klammern ist der Siedlungstyp angegeben):
- Altenkreith (Dorf)
- Angermühl (Einöde)
- Braunried (Weiler)
- Brunnhof (Weiler)
- Dachshof (Weiler)
- Dicherling (Weiler)
- Draxlberg (Einöde)
- Eck (Einöde)
- Eckhäusl (Einöde)
- Eidenthal (Weiler)
- Eilberg (Weiler)
- Elend (Einöde)
- Eppenhof (Einöde)
- Fronau (Kirchdorf)
- Fronauermühle (Weiler)
- Gaisirl (Weiler)
- Grub (Weiler)
- Grubhof (Einöde)
- Gstetten (Dorf)
- Haidhof (Weiler)
- Haunried (Weiler)
- Heide (Siedlung)
- Heidersberg (Einöde)
- Heidweiherhöf (Weiler)
- Heilbrünnl (Wallfahrtskirche)
- Hinterhaunried (Weiler)
- Hochbrunn (Weiler)
- Hofmühl (Dorf)
- Imhof (Weiler)
- Kager (Einöde)
- Kagerhäusl (Einöde)
- Kagerhof (Weiler)
- Kaghöfl (Einöde)
- Kalsing (Dorf)
- Kaplhof (Einöde)
- Kienhof (Einöde)
- Kienholz (Weiler)
- Kienmühle (Weiler)
- Klessing (Weiler)
- Kohlschlag (Weiler)
- Kronwitt (Dorf)
- Loibling (Weiler)
- Lunz (Weiler)
- Mackenschleif (Einöde)
- Marbelshof (Weiler)
- Mitterdorf (Dorf)
- Mitterkreith (Dorf)
- Monessen (Einöde)
- Mühlau (Einöde)
- Nassen (Dorf)
- Neubäu am See (Pfarrdorf)
- Neubäuermühl (Weiler)
- Oberdorf (Dorf)
- Oberkreith (Dorf)
- Oberlintach (Weiler)
- Oberprombach (Weiler)
- Obertrübenbach (Kirchdorf)
- Ödenhof (Einöde)
- Piendling (Weiler)
- Pollenried (Weiler)
- Rabhof (Einöde)
- Regenpeilstein (Dorf)
- Riebeisenmühle (Einöde)
- Roding (Hauptort)
- Roding am Bahnhof (Dorf)
- Roithof (Einöde)
- Rothenbirl (Weiler)
- Rothsal (Einöde)
- Seigen (Dorf)
- Stadlhof (Weiler)
- Strahlfeld (Kirchdorf)
- Stützenfleck (Einöde)
- Thannhof (Einöde)
- Trasching (Pfarrdorf)
- Triftersberg (Weiler)
- Unterlintach (Dorf)
- Unterprombach (Einöde)
- Untertrübenbach (Weiler)
- Wacherling (Dorf)
- Wanning (Einöde)
- Weiherhaus (Weiler)
- Wetterfeld (Kirchdorf)
- Wieden (Einöde)
- Wiesing (Dorf)
- Wiesthal (Einöde)
- Windfäng (Weiler)
- Zenzing (Weiler)
- Ziehring (Dorf)
- Zimmering (Dorf)
- Zinzenthal (Weiler)

Es gibt die Gemarkungen Altenkreith, Braunried, Fronau, Heide, Kalsing, Mitterdorf, Mitterkreith, Neubäu, Obertrübenbach, Regenpeilstein, Roding, Strahlfeld, Trasching, Wetterfeld, Wiesing, Ziehring und Zimmering.

## Geschichte
Roding wurde am 15. September 844 erstmals erwähnt, als König Ludwig der Deutsche ad Rotachin eine Urkunde ausstellte, womit Roding als Königshof der Karolinger nachweisbar ist. Am 2. August 896 stiftete Kaiser Arnulf von Kärnten die Pfalzkapelle St. Jakob der Jüngere und St. Pankraz mit angeschlossenem Kollegiatstift.
König Heinrich II. schenkte das Dorf Roding (Rotega) am 9. September 1003 dem Hochstift Freising sowie 1002 Pfalzkapelle und Kollegiatstift der Alten Kapelle in Regensburg und mit dieser zusammen schließlich am 1. Juni 1009 seinem neugegründeten Bistum Bamberg.
Erstmals ca. 1285 erscheint der Markt (forum) Roding als bayerisch-herzoglicher Besitz im Urbar des Amtes Wetterfeld und gelangte vermutlich am 18. September 1261 zusammen mit anderen kirchlichen Lehen des Hochstifts Freising an die Wittelsbacher.
1329 wurde Roding pfälzisch (siehe Hausvertrag von Pavia). Um 1364 verlieh Pfalzgraf Ruprecht I. dem Ort die Marktrechte, sein Nachfolger Johann von Neumarkt verlieh Roding 1432 einen Freiheits- und Privilegienbrief. Roding gehörte zum Rentamt Amberg und zum Landgericht Wetterfeld des Kurfürstentums Bayern. Roding besaß ein Marktgericht mit weitgehenden Eigenrechten. In Roding bestand auch ein Eisenhammer, der vom Wasser des Regens betrieben wurde. Aus einem Bericht des Johann German Barbing an den Kurfürst Ferdinand Maria vom 16. Januar 1666 heißt es dazu: „Roding. Allda hat Mich. Heber, Bürgermeister zu Roding, einen Eisenhammer, welcher gangbar; ihn hat dermalen Hans Thoma Pleyer in „Wandt.“ Er nimmt den „Eisenerzt“ auf dem „Arztberg“ zu Sulzbach.“
Im Jahre 1755 vernichtete ein Brand große Teile der Stadt. Bei der Verwaltungsneugliederung Bayerns wurde 1804 das Landgericht Roding eingerichtet. Nach Gründung des Königreichs (1806) wurde das Landgericht Roding 1808 dem Regenkreis zugeteilt, der 1838 in Oberpfalz umbenannt wurde. Im Zuge weiterer Verwaltungsreformen im Königreich Bayern entstand 1818 mit dem zweiten Gemeindeedikt die heutige Gemeinde.
Im Jahr 1862 ging aus dem Landgericht das Bezirksamt Roding hervor, das 1939 in Landkreis Roding umbenannt wurde. 1952 wurde Roding zur Stadt erhoben und war bis zum 30. Juni 1972 die Kreisstadt des damals im Zuge der Gebietsreform aufgelösten Landkreises.

### Eingemeindungen
Im Jahr 1945 oder 1946 kamen die Gemeinde Regenpeilstein und Teile der Gemeinden Hochbrunn und Wiesing zu Roding. Im Zuge der Gebietsreform in Bayern wurden am 1. Juli 1971 Braunried, Fronau, Kalsing, Mitterdorf, Neubäu, Obertrübenbach (mit dem Rest der im Jahr 1945 oder 1946 aufgelösten Gemeinde Hochbrunn), Strahlfeld, Trasching, Wetterfeld und Zimmering (mit dem am 1. April 1949 aufgenommenen Rest der Gemeinde Wiesing) eingegliedert. Am 1. Mai 1978 kam noch Altenkreith hinzu. Am 1. Januar 2017 wurde ein Teil des ehemaligen gemeindefreien Gebiets Östlicher Neubäuer Forst eingegliedert.

### Einwohnerentwicklung
Zwischen 1988 und 2018 wuchs die Stadt von 10.449 auf 12.081 um 1.632 Einwohner bzw. um 15,6 %.

## Religion
In Roding besteht die katholische Seelsorgeeinheit Roding-Trasching. Zu ihr gehören die Stadtpfarrgemeinde St. Pankratius und die Wallfahrtskirche Heilbrünnl sowie Kirchen in Trasching, Obertrübenbach und Wetterfeld. Außerdem wird ein Teil des Stadtgebietes von der katholischen Seelsorgeeinheit Neubäu-Walderbach abgedeckt.
Die Christuskirche der evangelisch-lutherischen Gemeinde wurde 1954 eingeweiht, nachdem ab 1945 viele evangelische Heimatvertriebene nach Roding gekommen waren.

## Politik

### Stadtrat
Der Stadtrat der Stadt Roding besteht aus 24 Mitgliedern und der Bürgermeisterin. Das Ergebnis der Stadtratswahl vom 15. März 2020 zeigen die Diagramme.
- Grüne: 1
- SPD: 2
- FDP: 2
- UBW: 1
- FW: 8
- CSU, LU, JL: 10

Die Kommunalwahlen 2002 bis 2020 ergaben folgende Stimm- bzw. Sitzverteilung:
| Parteien und Wählergemeinschaften             | 2002   | 2002   | 2008   | 2008   | 2014   | 2014   | 2020   | 2020   |
| Parteien und Wählergemeinschaften             | %      | Sitze  | %      | Sitze  | %      | Sitze  | %      | Sitze  |
| --------------------------------------------- | ------ | ------ | ------ | ------ | ------ | ------ | ------ | ------ |
| Christlich-Soziale Union in Bayern (CSU)      | 29,7   | 8      | 27,6   | 7      | 31,2   | 8      | 27,9   | 7      |
| Landunion                                     | 18,4   | 5      | 14,2   | 3      | 13,4   | 3      | 10,3   | 2      |
| Junge Liste                                   | 4,1    | 1      | 7,3    | 2      | 8,5    | 2      | 5,5    | 1      |
| Christlich-Soziale Mitte (CSM)                | 3,0    | 0      | –      | –      | –      | –      | –      | –      |
| Freie Wählergemeinschaft – Gemeindewohl       | 10,8   | 3      | 15,3   | 4      | 12,3   | 3      | 15,0   | 4      |
| Freie Wähler – Stadt und Land                 | 8,0    | 2      | 10,4   | 2      | 10,0   | 2      | 7,7    | 2      |
| Freie Wähler – Unabhängige Bürger             | 5,7    | 1      | 7,4    | 2      | 6,3    | 2      | 6,7    | 2      |
| Sozialdemokratische Partei Deutschlands (SPD) | 9,8    | 2      | 11,5   | 3      | 9,9    | 2      | 8,7    | 2      |
| Bündnis 90/Die Grünen                         | –      | –      | –      | –      | –      | –      | 3,2    | 1      |
| Unabhängige Bürgerliste Wetterfeld            | 5,0    | 1      | 6,3    | 1      | 6,0    | 1      | 5,4    | 1      |
| Freie Demokratische Partei (FDP)              | –      | –      | –      | –      | 2,6    | 1      | 9,5    | 2      |
| Gesamt                                        | 100    | 24     | 100    | 24     | 100    | 24     | 100    | 24     |
| Wahlbeteiligung                               | 67,7 % | 67,7 % | 56,3 % | 56,3 % | 56,5 % | 56,5 % | 61,4 % | 61,4 % |

### Erste Bürgermeister seit 1945
| Name            | Partei       | von  | bis  |
| --------------- | ------------ | ---- | ---- |
| Jakob Wittmann  |              | 1945 | 1948 |
| Josef Brantl    | Freie Wähler | 1948 | 1964 |
| Ludolf Stuiber  | CSU          | 1964 | 1977 |
| Eduard Bäumel   | Freie Wähler | 1977 | 1996 |
| Franz Reichold  | CSU          | 1996 | 2020 |
| Alexandra Riedl | Freie Wähler | 2020 |      |

Bei der Wahl 2020 trat der amtierende Erste Bürgermeister Franz Reichold (CSU) nicht mehr an. Ihm folgt mit Alexandra Riedl erstmals eine Frau im Amt des Rodinger Bürgermeisters. Bei drei Mitbewerberin erreichte sie bereits beim ersten Wahlgang mit 51,8 % der gültigen Stimmen die erforderliche Mehrheit; getragen wurde der gemeinsame Wahlvorschlag von Freien Wählern, Freier Wählergemeinschaft – Gemeindewohl, Freien Wähler – Stadt und Land, Freien Wähler – Unabhängige Bürger.

### Wappen
| Wappen von Roding | Blasonierung: „In Rot ein stehender, silbern gerüsteter Mann mit Helm, der in der Rechten eine silberne Hellebarde mit goldenem Schaft, in der Linken einen senkrecht gestellten silbernen Fisch hält.“ |
| Wappen von Roding | Es wurde 1432 von Pfalzgraf Johann von Neumarkt verliehen. |

### Partnerstädte
Roding unterhält eine Partnerschaft mit dem 18. Bezirk der ungarischen Hauptstadt Budapest.

## Kultur und Sehenswürdigkeiten

### Vereine
Einer der ältesten Vereine in der Region ist der Burschenverein Roding 1883, der sich der Pflege von Traditionen und Bräuchen sowie der Geselligkeit verschrieben hat; regelmäßige Veranstaltungen im Vereinsjahr sind unter anderem der Burschenball am Rosenmontag, der Maitanz, das Schafkopf-Turnier und die Mitwirkung am Christkindlmarkt.
Die am 18. März 1860 gegründete Freiwillige Feuerwehr der Stadt Roding zählt zu den ältesten Feuerwehren Bayerns. Sie ist die nachweisbar zweitälteste Feuerwehr der Oberpfalz.

### Brauchtum
Alljährlich im Januar, am Sonntag nach dem Namenstag des Heiligen Sebastian (20. Januar), findet die traditionelle Sebastiani-Prozession statt. Die Bürger der Stadt ziehen von der Stadtpfarrkirche zur Kapelle des Heiligen Sebastian an der Kreuzung Schulstraße/Falkensteiner Straße. Die Prozession geht zurück auf ein Gelübde aus der Pestzeit. 1713 errichteten die Rodinger Bürger eine Kapelle und gelobten eine jährliche Prozession, um von der zu dieser Zeit in der Oberpfalz grassierenden Pest verschont zu bleiben. Der Heilige Sebastian ist der Schutzpatron der Stadt Roding.

### Bauwerke

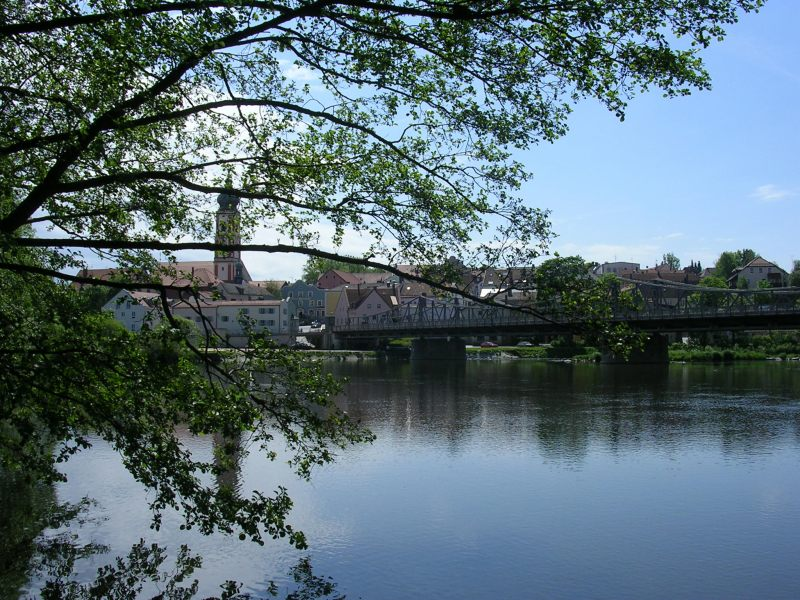
Regenbrücke in Roding

Kloster Strahlfeld bei Roding

Die katholische Stadtpfarrkirche St. Pankratius wurde 1959 von Friedrich Haindl über achteckigem Grundriss erbaut. Von der Vorgängerkirche blieb lediglich der heute freistehende barocke Turm erhalten.
Das älteste Bauwerk der Stadt und einer der ältesten Sakralbauten Bayerns ist die Josephikapelle aus dem 8. oder 9. Jahrhundert mit spätromanischen und frühgotischen Fresken; im baulichen Zusammenhang dazu steht die 1580 erstmals urkundlich erwähnte Annakapelle mit einer Darstellung des Totentanzes.
In der näheren Umgebung befindet sich die hoch über dem Fluss Regen gelegene Wallfahrtskirche Heilbrünnl. Sie wurde 1730 im Stil des Rokoko errichtet. Mitten im Kirchenschiff wird in einem Marmorbecken das Wasser der Heilbrünnlquelle aufgefangen, dem Heilungskräfte, vor allem bei Augenleiden, zugesprochen werden. Das Gnadenbild in der Kirche ist eine Kopie der Muttergottesikone in der Alten Kapelle in Regensburg.
In der Gemarkung Strahlfeld ist das Kloster Strahlfeld St. Dominikus, der Missionsdominikanerinnen gelegen. Auf einem Felsen des Bayerischen Pfahls befindet sich in der Gemarkung Strahlfeld die Ruine der Burg Schwärzenberg, die aus dem zwölften Jahrhundert stammt. Die Burgruine Wetterfeld im gleichnamigen Gemeindeteil ist nicht nur eine der wenigen echten Wasserburgen in der Oberpfalz, sie stellt auch aus einem anderen Grund eine Besonderheit dar: Nach dem stückweisen Verkauf der Burg an Bauern hat sich innerhalb der Burgmauern im 19. Jahrhundert das Dorfzentrum entwickelt.

### Bodendenkmäler
- Turmhügelburg Haselberg
- Burgruine Wetterfeld

### Gedenkstätte
Das Mahnmal, bestehend aus einem Holzkreuz und drei Gedenktafeln oberhalb des Ortsteiles Wetterfeld, erinnert an die 567 ehemals hier bestatteten KZ-Häftlinge eines Todesmarsches des KZ Flossenbürg. Sie gehörten zu den mehr als 3000 Häftlingen, die im April 1945 von SS-Wachmannschaften in Richtung Dachau getrieben wurden. 1957 wurden sie auf den KZ-Friedhof Flossenbürg überführt.

### Freizeit und Sport
Die Lage im Naturpark Oberer Bayerischer Wald macht Roding zu einer landschaftlich reizvollen Stadt für Bewohner, Besucher und Touristen. Die Landstadt am Regen ist bekannt für ihre Vielzahl von Festen, vom traditionellen Volksfest über Open-Air-Events bis hin zum Stadtfest Roding International.
Kultureller Mittelpunkt der Stadt ist die Stadthalle Haus Ostmark, die 600 Personen Platz bietet. Hier finden gesellschaftliche Veranstaltungen, Ausstellungen und Tagungen statt. Ein weiterer Veranstaltungsort ist das Kulturhaus Fronfeste. Außerdem beherbergt Roding eine Bücherei mit rund 15.000 Bänden und diversen Medien. Hier besteht auch die Möglichkeit zur Internetnutzung. In der näheren Umgebung befindet sich zudem das Schulmuseum Fronau.
Im Zentrum der Stadt liegt die Sport- und Grünanlage Am Esper, die ein Fußballstadion, Rasensportplätze, Tennisplätze sowie eine Sportgaststätte umfasst. Ferner gibt es dort eine Sommerstockbahn, einen Campingplatz und einen Skatepark. Das Rodinger Familienspaßbad Platschare (Freibad) umfasst seit 1999 eine 60 m lange Wasserrutsche und ein Beach-Volley-Ball-Feld. Daneben gibt es in Roding auch ein Hallenbad. In der näheren Umgebung befindet sich außerdem der Neubäuer See.
Um das Heilbrünnl, das sich westlich des Ortes befindet, gibt es kleine Wanderwege. Dort liegt ein Teil des Regentalradweges. Auch sind kleine Wanderungen auf den Schwärzenberg möglich.
Überregional bekannt ist die Gewichtheberstaffel des TB 03 Roding, welche seit 2008 erneut in der 1. Gewichtheber-Bundesliga hebt. Die Abteilung ist auch für ihre gute Nachwuchsarbeit bekannt und ihre Heber errangen mehrfach Deutsche Juniorenmeisterschaften und Internationale Deutsche Meistertitel.

### Natur
- Das Naturschutzgebiet und Geotop Pfahl-Ruine Schwärzenberg
- Das Naturschutzgebiet Regentalhänge zwischen Kirchenrohrbach und Zenzing

## Wirtschaft und Infrastruktur

### Funktion als Mittelzentrum
Als Mittelzentrum besitzt Roding Mittelpunktfunktion für den westlichen Teil des Landkreises Cham mit einem Einzugsbereich von rund 30.000 Einwohnern im Stadt- und Umlandbereich. Hier finden sich Ärzte, Apotheken, ein Krankenhaus, Kirchen, eine Postfiliale, ein Bahnhof, mehrere Lebensmittelmärkte, kleine und mittelgroße Gewerbe- und Industriebetriebe, Banken, Schulen, Kindergärten sowie mehrere Gasthäuser.
Die wirtschaftliche Struktur der Stadt weist einen weiten Branchenmix aus. Zu nennen ist hier vor allem die fertigende Industrie mit ihrem international ausgelegten Vertrieb.

### Arbeitsplätze
Roding hat einen hohen Überschuss an Einpendlern. Am 30. Juni 2017 standen von der Wohnbevölkerung 5440 Personen in einem versicherungspflichtigen Beschäftigungsverhältnis. Gleichzeitig hatten die Betriebe insgesamt 8774 sozialversicherungspflichtige Arbeitsplätze. Damit war die Zahl der Einpendler um 3334 Personen größer als die der Auspendler.

### Ansässige Unternehmen

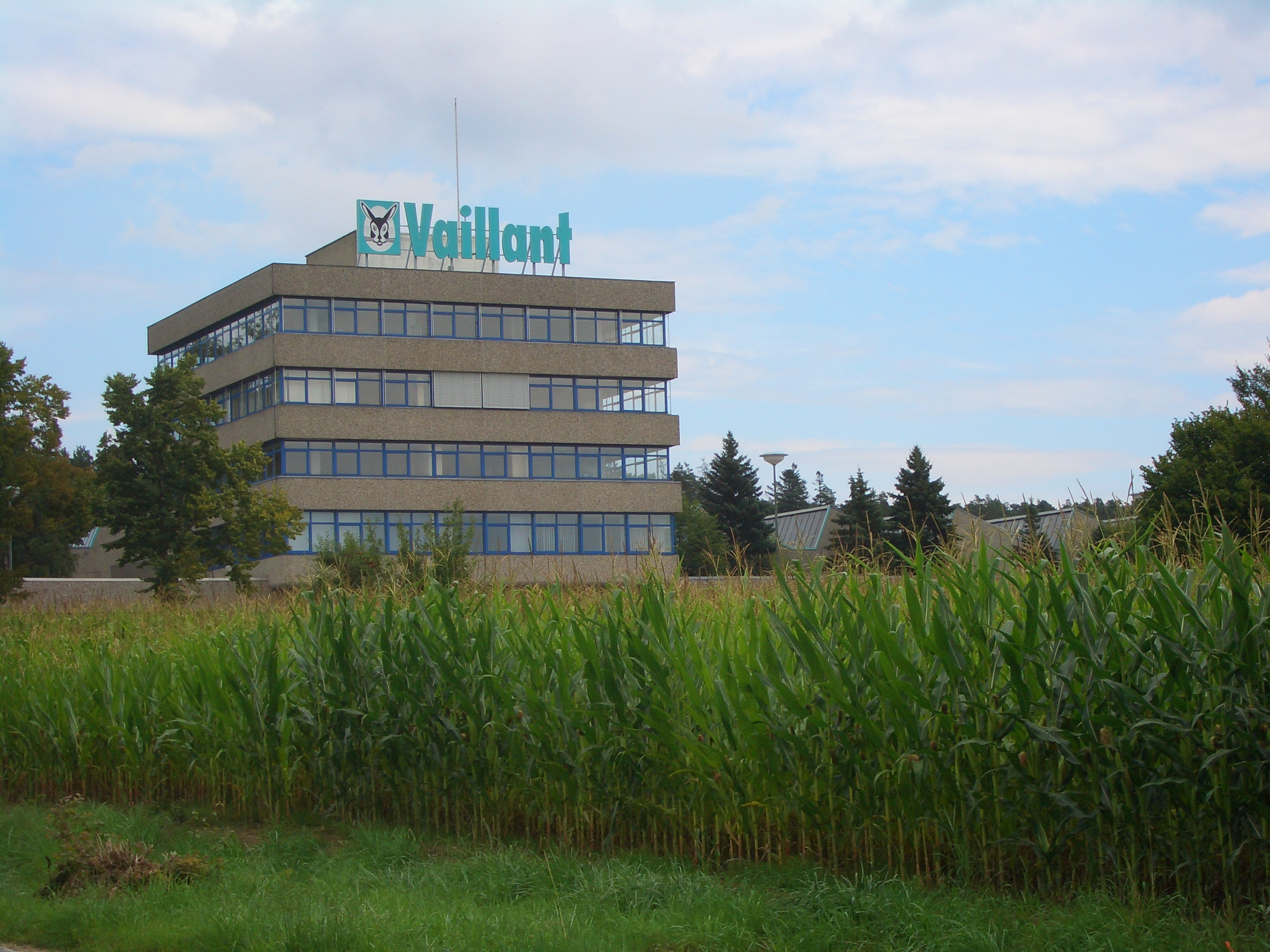
Betriebsstätte der Vaillant in Roding

In Roding sind u. a. die Mühlbauer High Tech International AG, Vaillant GmbH, Crown Gabelstapler GmbH & Co.KG sowie die Roding Automobile GmbH ansässig.

### Innovations- und Gründerzentrum
Seit 1996 befindet sich in Roding ein Innovations- und Gründerzentrum, das von der Wirtschaftsförderungsgesellschaft im Landkreis Cham mbH betrieben wird. Durch kostengünstige Infrastruktur und weitere Dienstleistungen wird Unternehmern die Existenzgründung erleichtert.

### Krankenhaus
Der stationäre Betrieb im Krankenhaus Roding wurde zum 31. März 2022 eingestellt und somit auch die Notaufnahme vom Netz genommen. In den Räumlichkeiten befindet sich seitdem unter anderem ein Medizinisches Versorgungszentrum (MVZ) mit dem Schwerpunkt der ambulanten orthopädischen und chirurgischen Behandlung. Des Weiteren gibt es einen internistischen Fachbereich mit den Schwerpunkten Kardiologie, diagnostischen und therapeutischen Leistungen der Gastroenterologie und allgemeine inneren Medizin.  Außerdem ist ein Dialysezentrum an das Krankenhaus angeschlossen.

### Bundeswehr
Roding ist seit 1958 Standort der Bundeswehr. In der Arnulf-Kaserne sind der Stab und 4 Kompanien des Versorgungsbataillons 4, eine Kompanie des Feldjägerregiments 3 und das Sanitätszentrum Roding stationiert.

### Verkehr

#### Fernstraßen
Die Stadt Roding liegt an der Bundesstraße 85 Amberg–Schwandorf–Cham–Passau (teilweise vierspurig), von der beim Stadtteil Altenkreith die B 16 in Richtung Regensburg–Ingolstadt abzweigt. Die nächstgelegenen Autobahnen sind die A 93 bei Schwandorf und die A 3 bei Wörth an der Donau (jeweils ca. 30 km Entfernung).

#### Eisenbahn
Roding besitzt einen Bahnhof an der Bahnstrecke Schwandorf–Cham–Furth im Wald. Er wird von Zügen der Oberpfalzbahn im Stundentakt bedient. Neben Zügen zwischen den beiden Streckenenden halten hier auch einzelne Regionalexpress-Züge Nürnberg–Furth und ALX-Züge München–Prag. Der Bahnhof Roding liegt ca. 3 km nördlich des Ortszentrums. Zwischen diesem Bahnhof und dem Stadtzentrum verkehrt eine Stadtbuslinie. Der Bahnhof wurde 2014 barrierefrei umgebaut. Hierzu wurde der Bahnsteig um 200 m nach Westen verschoben und erhielt einen höhenfreien Zugang, so dass nun bei Zugkreuzungen die Reisendensicherung entfallen konnte.
Neben diesem Bahnhof existieren an der oben genannten Strecke im Ortsteil Neubäu ein weiterer Bahnhof im Gemeindegebiet, der im Zwei-Stunden-Takt bedient wird, und unweit des Ortsteils Wetterfeld ein Haltepunkt in der Nachbargemeinde Pösing.

#### Nahverkehr
Der gesamte öffentliche Personennahverkehr (Bahnverkehr, Stadt- und Regionalbuslinien) ist in das Tarifsystem der Verkehrsgemeinschaft Landkreis Cham (VLC) integriert.

### Medien
- Radio Charivari, privater Hörfunksender für die Region Ostbayern. Frequenzen für den Landkreis Cham 92,7, 95,7, 102,6 und 105,5 MHz
- Chamer Zeitung / Rodinger Kurier, Auflage: 10.685 (Montag bis Samstag, 2007), Regionalausgabe des Straubinger Tagblattes / Landshuter Zeitung
- Bayerwald-Echo, Auflage: 16.228 (Montag bis Samstag, 2007), Regionalausgabe der in Regensburg erscheinenden Mittelbayerischen Zeitung
- TVA, steht für TV Aktuell, privater regionaler Fernsehsender für die ostbayerischen Landkreise Regensburg, Straubing-Bogen, Kelheim und Cham

### Bildung
Schulen
- Grund- und Mittelschule Roding[18][19]
- Grundschule Mitterdorf[20]
- Konrad-Adenauer-Realschule[21]
- Außenstelle der Werner-von-Siemens-Schule (Staatliche Berufsschule Cham) mit dem Fachbereich Metalltechnik I (Maschinenbau und Fertigungstechnik)[22]
- Außenstelle der Schule am Regenbogen (Sonderpädagogisches Förderzentrum Cham mit dem Förderschwerpunkt Lernen) in Mitterdorf
- Berufsfachschule für Krankenpflege der Sana Kliniken des Landkreises Cham[23]

Kindergärten
- Kindergarten Hl. Familie Roding
- Kindergarten Hl. Raphael Mitterdorf
- Kindergarten St. Franziskus Neubäu
- Kindergarten St. Christophorus Trasching
- Schulvorbereitende Einrichtung (SVE) in Mitterdorf

Die vier Kindergärten bieten insgesamt 324 genehmigte Plätze; am 1. März 2018 wurden 372 Kinder betreut, davon 43 unter drei Jahren.

## Auszeichnungen

Festivalumzug beim Stadtfest „Roding International“

- 2007 erhielt Roding den Bayerischen Stadtmarketingpreis (1. Platz in der Kategorie „Städte bis 20.000 Einwohner“) für das Projekt „Roding International“. Die Begründung des Bayerischen Wirtschaftsministeriums: „Ein pfiffiges Stadtfest, das von den Anwohnern in sieben Straßenzügen organisiert wird, macht insbesondere durch das hohe Engagement der Bürgerschaft große Freude.“

## Persönlichkeiten

### Söhne und Töchter der Stadt
- Marianus Königsperger OSB (1708–1769), Benediktiner, Komponist und Organist
- Louis Mary Fink OSB (1834–1904), Benediktiner und Bischof vom Erzbistum Kansas City
- Heinrich Loibl (1853–1921), Verwaltungsjurist, Bezirksamtmann und stellvertretender Regierungspräsident
- Peter Schweiger (1894–1980), Claretiner und Generaloberer des Ordens
- Hubert Breitschaft (1903–1944) in Wetterfeld geborener Pädagoge und Soldat, Opfer des Nationalsozialismus
- Alfred Stuiber (1912–1981), katholischer Kirchenhistoriker, Patrologe und Christlicher Archäologe
- Willi Heim (1914–nach 1997), Jurist
- Alarich Weiss (1925–1995), deutscher Physikochemiker und Hochschullehrer
- Helmuth Klotz (1929–2005), Mediziner und ärztlicher Standespolitiker
- Heimrad Prem (1934–1978), Kunstmaler, Mitglied der Künstlergruppe SPUR (1958–1965)
- Gabriele Beyerlein (* 1949), Kinderbuchautorin
- Gerlinde Kaupa (* 1952), CSU-Politikerin
- Karl Vetter (* 1953), FW-Politiker
- Markus Sackmann (1961–2015), CSU-Politiker und Staatssekretär
- Stephan Baier (* 1965), katholischer Journalist (Die Tagespost) und Buchautor
- Natascha Mehler (* 1970), Mittelalterarchäologin
- Jürgen Dendorfer (* 1971), Historiker
- Markus Ziereis (* 1992), Fußballspieler

### Persönlichkeiten, die vor Ort gelebt/gewirkt haben
- Kurt von Unruh (1894–1986), Kunstmaler
- Gottfried Saurbier (1904–1971), Kunstmaler (lebte von 1970 bis zu seinem Tod am 6. Oktober 1971 im Ortsteil Wetterfeld)
- Hermann Höcherl (1912–1989), CSU-Politiker, ehemaliger Bundesminister
- Franz Sackmann (1920–2011), CSU-Politiker, ehemaliger Landrat und Staatssekretär